# Forest Whitaker
Forest Steven Whitaker (rođen 15. srpnja 1961.), nagrađivani američki glumac i redatelj. 
Za ulogu  ugandskog diktatora  Idija Amina u filmu Posljednji kralj Škotske, Whitaker je dobio mnoštvo značajnih nagrada, uključujući Oscara, Zlatni globus i nagradu BAFTA. Tako je postao četvrti tamnoputi glumac koji je dobio Oscara za najbolju glavnu ulogu, nakon  Sidneyja Poitiera,  Denzela Washingtona i  Jamieja Foxxa.
Whitaker je dugo proučavao detalje o Aminovom životu kako bi se pripremio za ulogu. Prije ovog filma tako se studiozno pripremao samo za filmove Bird i Put samuraja.

## Rani život
Whitaker je rođen u Longviewu, Teksas, ali se obitelj preselila u Los Angeles kad su mu bile četiri godine. Njegov otac, Forest Whitaker Jr., bio je prodavač osiguranja i sin romanopisca Foresta Whitakera, Sr. Njegova majka, Laura Francis Smith, bila je profesorica koja se sama uzdržavala na koledžu i zaradila dvije diplome dok je odgajala djecu. Forest ima dva mlađa brata, Kenna i Damona, i jednu stariju sestru, Deborah.
Kao tinejdžer je svaki dan putovao iz Carsona u pretežito bjelačku srednju školu, Palisades na zapadu Los Angelesa. U srednjoj školi igrao je američki nogomet s Jayom Schroederom, budućim NFL profesionalcem. Dok je bio u srednjoj školi, pohađao je i glasovne lekcije, nastupao je u mjuziklima i zainteresirao se za glumu; prva glumačka uloga bila mu je i glavna, u drami Dylana Thomasa, Under Milk Wood. Maturirao je 1979.
Počeo je pohađati koledž Cal Poly, Pomona, uz nogometnu stipendiju, ali je odustao zbog ozljede leđa. Primljen je na glazbeni konzervatorij sveučilišta u  Južnoj Karolini (USC) gdje je studirao  operu kao tenor. Diplomirao je 1982. Osim toga, zaradio je i stipendiju za podružnicu Drama Studio London na Berkelyju, Kalifornija.

## Karijera

### Rad na filmu
Whitaker je često glumio u filmovima poznatih redatelja s poznatim glumcima. U prvoj ulozi glumio je igrača američkog nogometa u tinejdžerskoj komediji Amy Heckerling iz 1982., Fast Times at Ridgemont High. U tom filmu nastupio je sa  Nicolasom Cageom,  Seanom Pennom i Phoebe Cates. 1986. se pojavio u filmu  Martina Scorsesea, Boja novca (s  Paulom Newmanom i  Tomom Cruiseom), i ratnoj drami  Olivera Stonea, Vod smrti. Sljedeće godine nastupio je s  Robinom Williamsom u komediji Dobro jutro, Vijetname.
Godine 1988. je odigrao glavnu ulogu glazbenika  Charlieja Parkera u filmu  Clinta Eastwooda, Bird. Kako bi se pripremio za ulogu, povukao se u jedno potkrovlje s krevetom, kaučom i saksofonom, a osim toga je dugo proučavao Parkerovu biografiju te pohađao lekcije iz saksofona. Bila je to uloga koja je ocijenjena "izvanrednom", a zaradio je nagradu za najboljeg glumca na filmskom festivalu u Cannesu i nominaciju za Zlatni globus.
Whitaker je i u devedesetima nastavio raditi sa slavnim redateljima. Neil Jordan angažirao ga je za glavnu ulogu "Jodyja" u svom filmu iz 1992., Plačljiva igra. Kritičar Todd McCarthy, iz časopisa Variety, opisao je Whitakerov nastup kao "srčan", "duboko emocionalan" i "jednostavno strašan". 1994. je bio član glumačke ekipe koja je prva u povijesti dobila nagradu Nacionalnog odbora kritičara za najbolji glumački ansambl u filmu  Roberta Altmana, Pret-a-Porter. Godine 1995. je glumio u filmskoj adaptaciji romana Paula Austera, Dim, redatelja Waynea Wanga.
1999. je glumio mafijaškog ubojicu koji slijedi samurajski kodeks u filmu Put samuraja, redatelja  Jima Jarmuscha. Mnogi smatraju kako je ta uloga odlično sjela Whitakeru. Kao i za Bird, ponovno se uživio u život svog lika - proučavao je istočnjačku filozofiju i meditirao satima. Jarmusch je u intervjuima rekao kako je razrađivao glavnu ulogu imajući Whitakera u glavi; u recenziji New York Timesa je pisalo: "teško je sjetiti se drugog glumca koji bi mogao odigrati hladnokrvong ubojicu s toliko topline i humanosti."
Sljedeći mu je nastup bio u filmu koji je proglašen "najgorim filmom ikad", Battlefield Earth iz 2000., zasnovan na istoimenom romanu L. Rona Hubbarda. Film je bio žestoko kritiziran kao komercijalan, a kritike su bile katastrofalne. Film je "zaradio" sedam nominacija za nagradu Razzie; Whitaker je bio nominiran za najgoreg sporednog glumca, ali je izgubio od kolege iz filma,  Barryja Peppera.
Godine 2001. je nastupio u maloj ulozi u jednom od pet kratkih filmova (The Follow) koje je producirao BMW kako bi promovirao svoje automobile. Godine 2002. je nastupio u trileru  Joela Schumachera, Telefonska govornica, zajedno s  Kieferom Sutherlandom i  Colinom Farrellom. Iste godine pojavio se u Sobi panike s Jodie Foster. Njegova izvedba u ulozi negativca ocijenjena je kao "profinjena kemija agresije i empatije".
Whitakerov najveći uspjeh do danas je film iz 2006., Posljednji kralj Škotske. Da bi se pripremio za ulogu diktatora  Idija Amina, Whitaker se zdebljao dvadesetak kilograma, naučio svirati  harmoniku te se bacio na učenje. Pročitao je knjige o Aminu, gledao vijesti i dokumentarne materijale, proveo neko vrijeme u  Ugandi gdje se susreo s Aminovim prijateljima, rođacima, generalima, ali i žrtvama; osim toga, naučio je i svahili i svladao Aminov istočno-afrički naglasak.
Njegova izvedba donijela mu je 2007. Oscara za najboljeg glavnog glumca, čime je postao četvrti tamnoputi glumac u povijesti kojem je to pošlo za rukom. Za tu istu ulogu primio je i Zlatni globus za najboljeg glavnog glumca u drami, nagradu udruženja glumaca, nagradu BAFTA i pohvale Udruženja kritičara New Yorka, Organizacije filmskih kritičara Los Angelesa, Nacionalnog odbora kritičara i organizacije Broadcast Film Critics Association.

### Producentski i redateljski rad
Whitaker se okušao u produciranju i režiranju u devedesetima. Bio je jedan od producenata u filmu A Rage In Harlem iz 1991., u kojem je i nastupio. Redateljski debi bio je žestoki kratkometražni film o oružanom gradskom nasilju, Strapped, za HBO 1993. Godine 1995. je režirao svoj prvi dugometražni film, Waiting to Exhale, koji se zasnivao na romanu istog imena. Roger Ebert zapazio je kako ton filma sliči na Whitakerov glumački stil: "odmjereno, mirno, uvjerljivo". Režirao je spot Whitney Houston za pjesmu iz filma ("Shoop Shoop").
Whitakerova redateljska karijera nastavila se 1998., s romantičnom komedijom, Hope Floats, sa  Sandrom Bullock i  Harryjem Connicokom Jr. Režirao je i romantičnu komediju iz 2004. s Katie Holmes, Predsjednikova kći: s Holmes je i nastupio u filmu Telefonska govornica 2002.
Na filmu Predsjednikova kći pojavio se i u ulozi izvršnog producenta. U toj ulozi se već prije pojavljivao u mnogim televizijskim filmovima, od kojih je najpoznatiji onaj iz 2002., Door to Door s  Williamom H. Macyjem. Producirao je ove projekte kroz svoju producentsku kompaniju, Spirit Dance Entertainment, koju je ugasio 2005. kako bi se mogao posvetiti glumačkoj karijeri.

## Privatni život
Godine 1996. se oženio s glumicom Keishom Nash, koju je upoznao na snimanju filma Blown Away. Whitakerovi imaju četvero djece: dvije kćeri zajedno (Sonnet i True), njegova sina (Ocean), i njezinu kćer (Autumn) iz prijašnjih veza. Whitaker, koji je vegeterijanac, snimio je sa svojom kćerkom, True, promotivni spot u vezi vegeterijanizma za organizaciju za zaštitu životinja, PETA. Whitaker se bavi jogom, a ima i crni pojas u karateu.
Filmski kritičari često spominju Whitakerovo ovješeno lijevo oko: smatraju ga "intrigantnim", a daje mu "pospan, zamišljen izgled". Ovaj problem uzrokovala je bolest zvana razrokost, koja se nekad, netočno, naziva "lijenim okom". Whitaker je objasnio da je to nasljedni poremećaj i da razmišlja da ga ukloni operacijom, ne iz estetskih razloga, nego zato što mu ometa vid.

## Filmografija

### Glumac
| Godina | Film                        | Uloga                   | Bilješke                          |
| ------ | --------------------------- | ----------------------- | --------------------------------- |
| 1982.  | Tag: The Assassination Game | Gowdyjev tjelohranitelj |                                   |
| 1982.  | Pobuna na vojnoj akademiji  | Charles Jefferson       |                                   |
| 1985.  | Vision Quest                | Balldozer               |                                   |
| 1986.  | Boja novca                  | Amos                    |                                   |
| 1986.  | Sjever i Jug                | Cuffey                  |                                   |
| 1986.  | Vod smrti                   | Big Harold              |                                   |
| 1987.  | Zasjeda                     | Jack Pismo              |                                   |
| 1987.  | Dobro jutro, Vijetname      | Edward Garlick          |                                   |
| 1988.  | Bird                        | Charlie 'Bird' Parker   |                                   |
| 1988.  | Krvavi sport                | Rawlins                 |                                   |
| 1989.  | Lijepi Johnny               | Dr. Steven Fisher       |                                   |
| 1990.  | Downtown                    | Dennis Curren           |                                   |
| 1991.  | Dnevnik ubojice             | Dekker                  |                                   |
| 1991.  | A Rage in Harlem            | Jackson                 |                                   |
| 1992.  | Članak 99                   | Dr. Sid Handleman       |                                   |
| 1992.  | Plačljiva igra              | Jody                    |                                   |
| 1992.  | Riskantna igra              | David Duttonville       |                                   |
| 1993.  | Bank Robber                 | Policajac Battle        |                                   |
| 1993.  | Kradljivci tijela           | Bojnik Collins          |                                   |
| 1994.  | Odbrojavanje                | Anthony Franklin        |                                   |
| 1994.  | Prêt-à-Porter               | Cy Bianco               |                                   |
| 1994.  | Jasonova djevojka           | Maddog                  |                                   |
| 1995.  | Vrsta                       | Dan Smithson, Empath    |                                   |
| 1995.  | Dim                         | Cyrus Cole              |                                   |
| 1996.  | Fenomen                     | Nate Pope               |                                   |
| 1998.  | Kobni potez                 | Crane                   |                                   |
| 1999.  | Put samuraja                | Ghost Dog               |                                   |
| 1999.  | Witness Protection          | Steven Beck             |                                   |
| 2000.  | Bojno polje: Zemlja         | Ker                     |                                   |
| 2000.  | Four Dogs Playing Poker     | G. Ellington            |                                   |
| 2001.  | Anđeo osvete                | Agent Jules Bernard     |                                   |
| 2001.  | The Follow                  | Zaposlenik              | nepotpisan                        |
| 2001.  | Green Dragon                | Addie                   |                                   |
| 2002.  | Soba panike                 | Burnham                 |                                   |
| 2002.  | Telefonska govornica        | Kapetan Ed Ramey        |                                   |
| 2004.  | Predsjednikova kći          | Pripovjedač             | režija                            |
| 2005.  | Malo putovanje u raj        | Abe Holt                |                                   |
| 2005.  | Američki pištolj            | Carter                  |                                   |
| 2005.  | Mary                        | Ted Younger             |                                   |
| 2006.  | The Marsh                   | Geoffrey Hunt           |                                   |
| 2006.  | Everyone's Hero             | Lonnie Brewster (glas)  |                                   |
| 2006.  | Posljednji kralj Škotske    | Idi Amin                | Oscar za najboljeg glavnog glumca |

### Redatelj
| Godina | Film                | Bilješke |
| ------ | ------------------- | -------- |
| 1995.  | Waiting to Exhale   |          |
| 1998.  | Uvijek postoji nada |          |
| 2004.  | Predsjednikova kći  |          |

## Vanjske poveznice
- Forest Whitaker u internetskoj bazi filmova IMDb-u (engl.)